# Jana Maláčová
Jana Maláčová (* 24. června 1981 Stod) je česká politička a bývalá státní úřednice, od října 2024 předsedkyně SOCDEM, od července 2018 do prosince 2021 ministryně práce a sociálních věcí ČR ve druhé Babišově vládě, od března 2019 do prosince 2021 místopředsedkyně České strany sociálně demokratické (nyní SOCDEM).

## Život
Narodila se 24. června 1981 ve Stodě, vyrůstala v Uherském Hradišti.
V letech 2002 až 2007 vystudovala magisterský obor politologie na Univerzitě Johanna Wolfganga Goetheho Frankfurt v Německu (titul Dipl.-Pol.) a následně v letech 2014 až 2016 magisterský obor politická ekonomie Evropy na London School of Economics ve Velké Británii (MSc.). Hovoří plynně německy a anglicky.
Jejím bývalým manželem je Aleš Chmelař, náměstek ministra zahraničí České republiky a bývalý státní tajemník pro evropské záležitosti při Úřadu vlády ČR. Mají spolu syna Gustava, se kterým žije v pražském Karlíně.
Po vlně spekulací kvůli svému vzhledu v květnu 2025 oznámila, že trpí onkologickým onemocněním, které jí bylo diagnostikováno v lednu téhož roku, a že na veřejnosti nosí paruku.

## Pracovní kariéra
V letech 2007 až 2011 pracovala na Ministerstvu pro místní rozvoj ČR jako analytička fondů EU, mezi roky 2012 a 2014 byla zástupkyní Kanceláře Senátu Parlamentu ČR při Evropském parlamentu. Necelý rok pak následně vedla oddělení institucionální komunikace EU Sekce pro záležitosti EU na Úřadu vlády ČR. Od června 2015 byla ředitelkou odboru rodinné politiky a politiky stárnutí na MPSV ČR.
Od roku 2022 pracovala jako expertka na sociálně-ekonomickou politiku ČMKOS.

## Politická kariéra
V červnu 2008 vstoupila do České strany sociálně demokratické (od roku 2023 Sociální demokracie) a od listopadu 2012 pak byla místopředsedkyní spolku Oranžový klub, který prosazoval spravedlivé zastoupení žen ve veřejném životě a byl spojen s touto politickou stranou. Od ledna 2016 do ledna 2018 byla členkou správní rady Česko-německého fondu budoucnosti.

### Ministryně práce a sociálních věcí
Dne 17. července 2018 oznámil Petr Krčál kvůli své plagiátorské aféře rezignaci na funkci ministra práce a sociálních věcí a předseda ČSSD Jan Hamáček navrhl Maláčovou jako jeho nástupkyni. Prezident Miloš Zeman ji do funkce jmenoval 30. července 2018 na zámku v Lánech. Maláčová uvedla, že její prioritou bude rodinná politika a téma stárnutí.
Na 41. sjezdu ČSSD v Hradci Králové byla dne 1. března 2019 zvolena řadovou místopředsedkyní strany; získala 390 hlasů od 472 delegátů. Na sjezdu v dubnu 2021 pak tento post obhájila, a to hned v prvním kole volby ziskem 157 hlasů.
Ministerstvo práce a sociálních věcí pod jejím vedením představilo řadu legislativních úprav. V oblasti zaměstnanosti byly největšími změnami výrazné navyšování minimální mzdy, zavedení systému elektronického hlášení pracovní neschopnosti (tzv. „eNeschopenky“) a zrušení karenční doby, tedy opětovné proplácení prvních tří dnů nemocenské. V oblasti rodinné politiky se pak jednalo o navýšení rodičovského příspěvku, obnovení jeslí či zavedení náhradního výživného, které státu umožňuje vyplácet samoživitelům část alimentů, které druhý rodič neplatí, a zpětně je pak za ně vymáhat.
Velká pozornost byla také věnována reformě důchodového systému, která byla v hrubých obrysech představena na začátku roku 2020 a vycházela přitom z práce Komise pro spravedlivé důchody pod vedením profesorky Danuše Nerudové, jejímž úkolem bylo připravit změny v důchodovém systému, které by zajistily dlouhodobou finanční i sociální udržitelnost a srozumitelnost. V lednu 2020 předložila komise návrh základní struktury důchodové reformy, který spočíval v rozdělení stávajícího prvního pilíře na nultý pilíř (tzv. základní důchod). Měl zajišťovat minimální částku, kterou dostane ve stejné výši každý senior, který získal potřebnou dobu pojištění a dosáhl důchodového věku. První pilíř měl oceňovat pracovní kariéru, ale kromě výše příjmů zhodnotit i péči o děti a dobu, jakou pojištěnci strávili v pracovním procesu. Kromě základní architektury systému představilo ministerstvo také tři varianty nákladovosti reformy – od nejnákladnější po nejúspornější. V reakci na to byla Maláčová kritizována ze strany opozice i vládní ministryně financí Aleny Schillerové za ANO, že její finanční požadavky pro nejnákladnější verzi nejsou reálné.
Žádnou ze tří variant důchodové reformy nakonec vláda i kvůli covidové pandemii neschválila, Maláčové se ale podařilo prosadit alespoň parametrické změny. Konkrétně opakované navýšení důchodů nad rámec zákonné valorizace nebo tzv. výchovné, které v souladu s návrhy komise oceňuje péči o děti při výpočtu penzí. V souvislosti s pandemií na konci roku 2020 navrhla vyplacení jednorázového příspěvku ve výši 5 000 Kč, tzv. „rouškovné“, všem důchodcům.
Během pandemie covidu-19 stála za programem Antivirus, vládním opatřením na ochranu zaměstnanosti. Po dobu trvání pandemie také na její popud došlo ke změnám v rámci ošetřovného.

### Volby do Poslanecké sněmovny 2021
Ve volbách do Poslanecké sněmovny PČR roku 2021 byla lídryní ČSSD v Praze. Strana se ovšem do Sněmovny nedostala.
V říjnu 2021 oznámila po neúspěšných volbách záměr kandidovat na předsedkyni ČSSD. Na sjezdu v prosinci 2021 získala 62 z 233 hlasů delegátů a předsedkyní nebyla zvolena; porazil ji Michal Šmarda. Funkci místopředsedkyně po zvolení Šmardy neobhajovala.
Několik let následně nebyla politicky aktivní. Skrze sociální sítě však často kritizovala vládu Petra Fialy.

### Návrat do politiky
Dne 24. září 2024 oznámila, že bude znovu kandidovat na post předsedkyně Sociální demokracie. Přišla přitom s návrhem do následujících sněmovních voleb vytvořit širokou levicovou koalici, včetně komunistů a odborů, která by byla obdobou Nové lidové fronty – uskupení, které triumfovalo v předčasných parlamentních volbách roku 2024 ve Francii. Jejími protivníky byli bývalý poslanec a senátor Jiří Dienstbier ml. a neúspěšný kandidát na senátora Petr Hůla, kteří shodně jakoukoliv formu spolupráce s KSČM principiálně odmítli. Volbu předsedy Maláčová s přehledem vyhrála a na 46. sjezdu strany, který se konal 5. října v Hradci Králové, se tak stala historicky první ženou v čele Sociální demokracie; během hlasování získala 101 ze 152 hlasů. Ve funkci nahradila Michala Šmardu, který se po řadě volebních neúspěchů rozhodl svůj post znovu neobhajovat. Statutárním místopředsedou strany byl zvolen Lubomír Zaorálek, který její kandidaturu veřejně podporoval.

### Volby do Poslanecké sněmovny 2025
Ve volbách do Poslanecké sněmovny PČR v roce 2025 je lídryní uskupení Stačilo! (KSČM, SOCDEM, ČSNS, SD-SN, Moravané) v Praze.

## Kritika
V souvislosti s reformou příspěvku na bydlení byla v roce 2019 kritizována ze strany nevládních organizací zabývajících se bydlením a sociální inkluzí. Změna, která měla podle Maláčové bojovat proti obchodu s chudobou, by podle nich nejvíce dopadla právě na chudé. Kritici také obecně tvrdili, že její návrhy sociálních opatření nereflektují rozpočtové možnosti státu. Od tehdejší opozice si kvůli tomu vysloužila přezdívku „Venezuela“.